# Norské korunovační klenoty

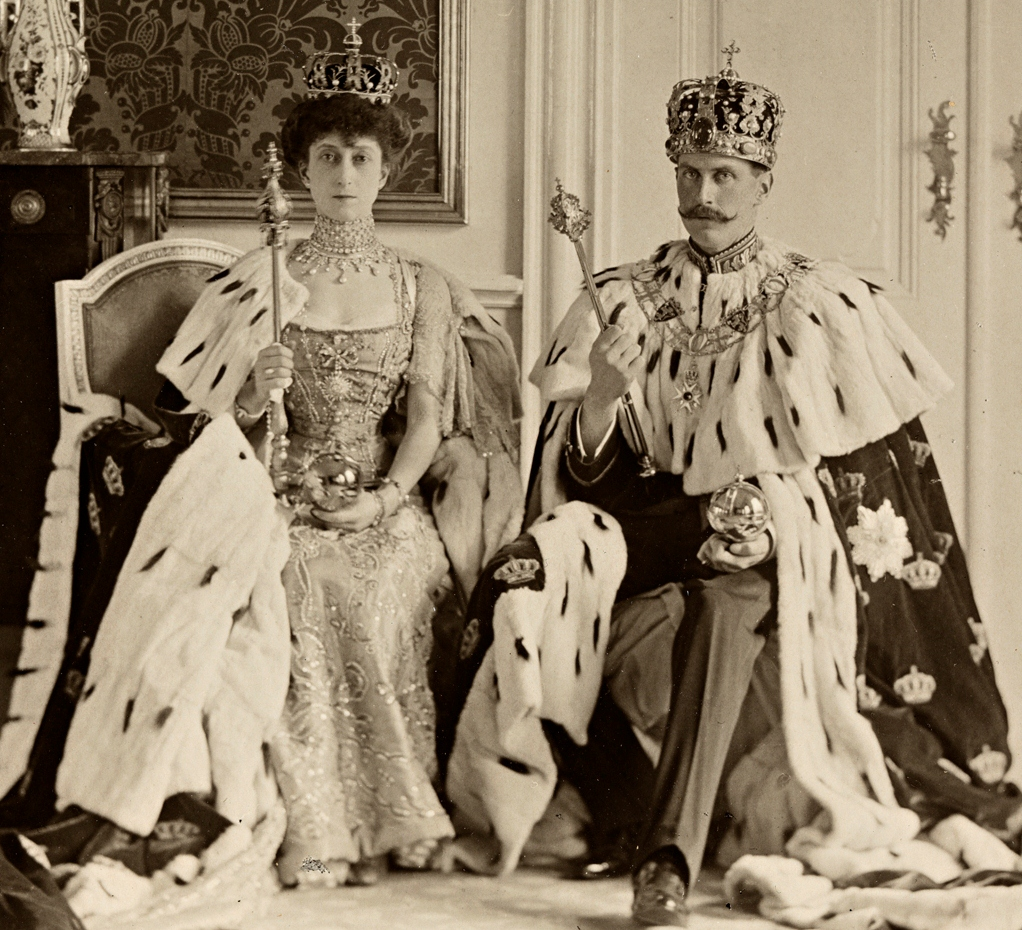
Král Haakon VII. a královna Maud s korunovačními klenoty.

Norské korunovační klenoty (norsky: Norske kronregaliene) jsou soubor drahocenných předmětů používaných do roku 1905 při korunovacích norských králů a královen. Většina těchto korunovačních klenotů byla vyrobena v roce 1818 ve Stockholmu. Kromě korunovačních klenotů patří do souboru korunovačních předmětů také královské trůny, korunovační pláště a královské prapory.

## Části korunovačnách klenotů

### Královská koruna
Královská koruna byla vyrobena ve Stockholmu roku 1818 zlatníkem Olofem Wihlborgem. Korunu tvoří zlatá čelenka, ozdobená drahokamy (ametysty, chryzoprasy, smaragdy, rubíny a opály), nahoře uzavřená čtyřmi oblouky, které jsou na čelenku napojeny pomocí malinových lístků (každý je osazen drahokamem). Dva vedlejší oblouky jsou tvořeny překříženými pásky na sebe navazujících dubových lístků. Všechny oblouky jsou na vrchu koruny v místě svého překřížení osazeny modře emailovaným glóbem, na jehož vrcholu je umístěn kříž, tvořený šesti ametysty. Největším drahokamem je zelený turmalín na přední straně koruny, který byl darem brazilského konzula králi Karlovi III. Vnitřek koruny je vyplněn červenou sametovou čapkou, která je zdobena perlami a zlatě vyšívanými korunkami.

### Královské jablko a žezlo
Královské žezlo a jablko byly vyrobeny ve Stockholmu roku 1818 Adolfem Zetheliusem. Královské jablko je koule z pozlaceného stříbra s průměrem 10 cm, s přibližně centimetrovou obroučkou ozdobenou malými růžemi. Na vrcholu jablka je umístěna zmenšenina samotného jablka, nesoucí svém vrchu malý křížek. Žezlo je 75 cm dlouhá tyč z pozlaceného stříbra, na jejímž vrchu jsou zploštělé dubové listy zdobené malými růžemi, podobné těm na královském jablku.

### Roh na posvátný olej
Roh na posvátný olej byl vyroben ve Stockholmu roku 1818 Adolfem Zetheliusem z pozlaceného stříbra. Nádoba na posvátný olej má stejně jako v sousedním Švédsku tvar kravského rohu, což odkazuje na vikinskou minulost severských zemí.

### Státní meč
Státní meč obdržel od Napoleona jeho generál Jean-Baptiste Bernadotte (budoucí švédský a norský král Karel XIV. a III.). Bernadotte tento meč obdržel u příležitosti jmenování maršálem Francie (v roce 1804) a měl jej při sobě během bitvy u Lipska v roce 1813.

### Koruna královen
Korunu královen vyrobil ve Stockholmu zlatník Erik Lundberg v roce 1830, přičemž vzorem mu byla koruna švédských královen. Korunu tvoří zlatá čelenka, ozdobená osmi velkými drahokamy (dva ametysty, čtyři topazy a dva chryzoprasy), seshora uzavřená čtyřmi oblouky, které jsou na čelenku napojeny skrze osm malinových lístků. Oblouky jsou posázeny malými ametysty, kterých je sedm na každém oblouku (kromě čelního oblouku, který je osazen hranatým topazem a šesti malými ametysty). Oblouky na vrchu koruny jsou v místě svého překřížení osazeny modře emailovaným glóbem, na jehož vrcholu je umístěn kříž, tvořený malými perlami. Vnitřek koruny je vyplněn čapkou z červeného sametu, která je zdobena malými našitými perlami ve vzoru větviček.

### Jablko a žezlo královen
Jablko a žezlo královen byly stejně jako koruna královen vyrobeny v Stockholmu v roce 1830. Jablko z pozlaceného stříbra má tvar koule s průměrem 10 cm, s přibližně centimetrovou obroučkou ozdobenou broušenými ametysty. Na vrcholu jablka je umístěna malá modře emailovaná koule, která na svém vrcholu nese malý pozlacený křížek. Žezlo má tvar 70 cm dlouhé tyče z pozlaceného stříbra.

### Koronet korunního prince
Koronet korunního prince byl jako jediný kus korunovačních klenotů vyroben v Norsku. Roku 1846 ho vyrobil zlatník Herman Colbjørnsen Øyset, přičemž vzorem mu byl koronet švédského korunního prince. Koronet je vyroben ze zlata, ozdoben ametysty, citríny, peridoty a norskými sladkovodními perlami.

## Galerie

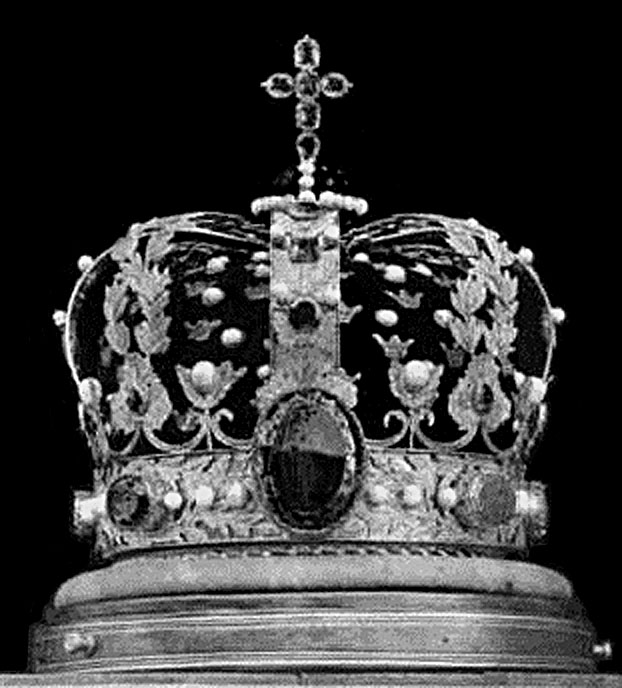
Královská koruna
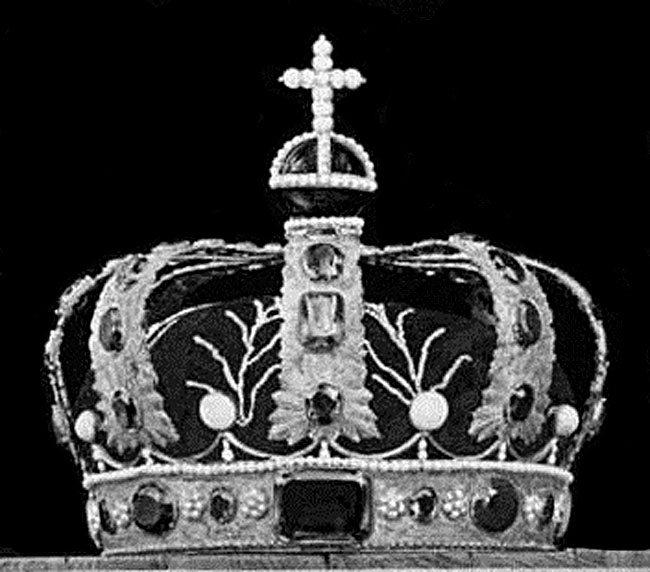
Koruna královen
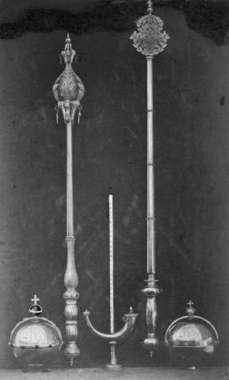
Žezla, jablka a roh na olej
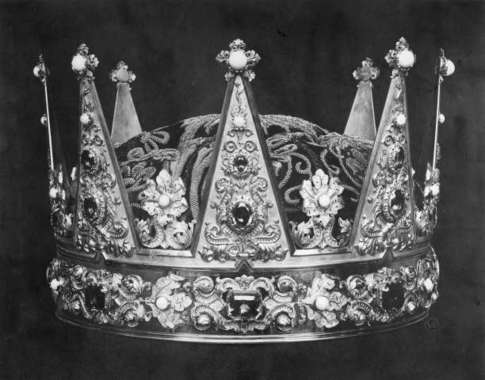
Koronet korunního prince